# Chloroclystis semialbata
Chloroclystis semialbata är en fjärilsart som beskrevs av Walker 1863. Chloroclystis semialbata ingår i släktet Chloroclystis och familjen mätare. Inga underarter finns listade i Catalogue of Life.